# Mátyás Szűrös
Mátyás Szűrös (wym. [ˈmaːcaːʃ ˈsyːrøʃ]; ur. 11 września 1933 w Püspökladány) – węgierski polityk, dyplomata i działacz komunistyczny, deputowany, w latach 1989–1990 przewodniczący węgierskiego parlamentu, a także tymczasowy prezydent Węgier.

## Życiorys
W 1959 ukończył studia w Moskiewskim Państwowym Instytucie Stosunków Międzynarodowych. Doktoryzował się z ekonomii 1964 na Uniwersytecie Nauk Ekonomicznych im. Karola Marksa. Od 1952 należał do Węgierskiej Partii Pracujących (MDP), a następnie od 1956 do 1989 do utworzonej w wyniku jej reorganizacji Węgierskiej Socjalistycznej Partii Robotniczej (MSZMP). Od 1959 pracował w resorcie spraw zagranicznych, był m.in. trzecim sekretarzem ambasady w Berlinie (1962–1965). Później był etatowym działaczem partyjnym, został zatrudniony w wydziale spraw zagranicznych komitetu centralnego partii komunistycznej, w latach 1974–1975 zajmował stanowisko zastępcy kierownika wydziału. Pełnił funkcję ambasadora Węgier w NRD (1975–1978) i ZSRR (1978–1982). Od 1978 do 1989 członek komitetu centralnego MSZMP, po powrocie z Moskwy stanął na czele jego wydziału spraw zagranicznych.
W 1985 został posłem do węgierskiego parlamentu. W marcu 1989 powołany na jego przewodniczącego. Doszło wkrótce do rozmów z opozycją, a w ich następnie do przemian politycznych. Po rozwiązaniu partii komunistycznej Mátyás Szűrös wstąpił do Węgierskiej Partii Socjalistycznej (MSZP). 23 października 1989 państwo przyjęło nazwę Republika Węgierska, a Mátyás Szűrös został tymczasowym prezydentem. Obowiązki te wykonywał do 2 maja 1990, wówczas zakończył też pełnienie funkcji przewodniczącego parlamentu.
W latach 1990–2002 z ramienia postkomunistów przez trzy kadencje sprawował mandat deputowanego do Zgromadzenia Narodowego, od 1990 do 1994 zajmując stanowisko jego wiceprzewodniczącego. Zrezygnował z członkostwa w MSZP, w latach 2003–2005 stał na czele pozaparlamentarnej socjaldemokratycznej partii SZDP.

## Życie prywatne
Żonaty z prawniczką Andreą Takács; ojciec trójki dzieci.